# Bethlen István (főispán)
Iktári Bethlen István (1606 – 1632. december 23.) nagyváradi főkapitány, főispán.

## Élete
Bethlen István erdélyi fejedelem és Csáky Krisztina grófnő fia, Bethlen Gábor fejedelem unokaöccse volt. Neveléséről Bethlen Gábor gondoskodott; 1619 és 1620 között Heidelbergben tanult, majd Kassán folytatta tanulmányait. Bethlen Gábor második házassága előtt őt szánta utódjának. Bihar vármegye főispánja, 1626-ban nagyváradi főkapitány és a hajdúk tábornoka lett. 
Nagy szerepe volt 1630-ban I. Rákóczi György erdélyi fejedelemmé való megválasztásában, akiben Bethlen Gábor törekvéseinek folytatóját látta. Sógorával, Zólyomi Dáviddal Rakamaz mellett 1631. március 15-én legyőzte az Esterházy Miklós nádor vezette császári sereget.
Felesége Széchy Mária, a „murányi Vénusz” volt.